# Soluta gramineoides
Soluta gramineoides är en skalbaggsart som beskrevs av Lacordaire 1872. Soluta gramineoides ingår i släktet Soluta och familjen långhorningar. Inga underarter finns listade i Catalogue of Life.